# Чобански дани
Чобански дани је културно-туристичка манифестација, која се сваке године одржава у Косјерићу, у организацији Туристичке организације СО Косјерић.
Сама манифестација представља специфичан Сабор народног стваралаштва, који је као такав постао препознатљив, афирмишући пре свега аутентични приказ богате ризнице народне традиције код Срба. Кроз надметање у „Старом певању у Срба”, приказ ручних радова „Вредне руке” и традиционалних јела „Златне руке”, на програму су и „Чобанске спортске игре” и избор најлепше чобанице и чобанског пара. Фолклорне игре домаћих и гостујућих КУД-ова су ревијалног карактера.
Пратећи део програма чине изложбе, продаја сувенира, забавни садржаји за најмлађе, поетско-музичке вечери и концерти. Почасни гости манифестације долазе из братских Косијера у Црној Гори, одакле су дошли први досељеници у Косјерић који такође уимају учешће у програму.